# Католицька церква в Україні
Като́лицька це́рква в Украї́ні — друга християнська конфесія України. Складова всесвітньої Католицької церкви, яку очолює на Землі Римський папа. Керується конференцією єпископів. Станом на 2004 рік у країні нараховувалося близько 4 766 000 католиків (7,34% від усього населення). Існувало 19 діоцезій, які об'єднували 4026 церковних парафій.  Кількість священиків — 2770 (з них представники секулярного духовенства — 2348, члени чернечих організацій — 411), постійних дияконів — 11, монахів — 665, монахинь — 1095. Представлена в Україні спільнотами різних обрядів католиків: римського (Римсько-католицька церква) і східного (Українська греко-католицька церква). Найбільшу кількість вірян має Українська греко-католицька церква (12%); друга за чисельністю — Римсько-католицька церква (1.9%). Католицизм відомий на українських теренах з І століття, від часів перебування римського папи Климента I в Криму. Католицька церква в Україні (як римського, так і грецького обрядів) перебуває у процесі відродження.

## Типи католицьких церков за обрядом
Римський обряд: Римська Католицька церква в Україні — відома на українських теренах з І століття.
Візантійський обряд:
- Русинська греко-католицька церква (Мукачівська греко-католицька єпархія) — відома на українських теренах з 1646 року; постала внаслідок Ужгородської унії зі Святим Престолом.
- Українська греко-католицька церква — відома на українських теренах з 1596 року, після підписання Берестейською унії зі Святим Престолом. Легітимний спадкоємець православної Київської митрополії Константинопольського патріархату.

Вірменський обряд: Вірменська католицька церква (Львівська вірменсько-католицька архієпархія) — відома на українських теренах з 1630 року.

## Історія та дані

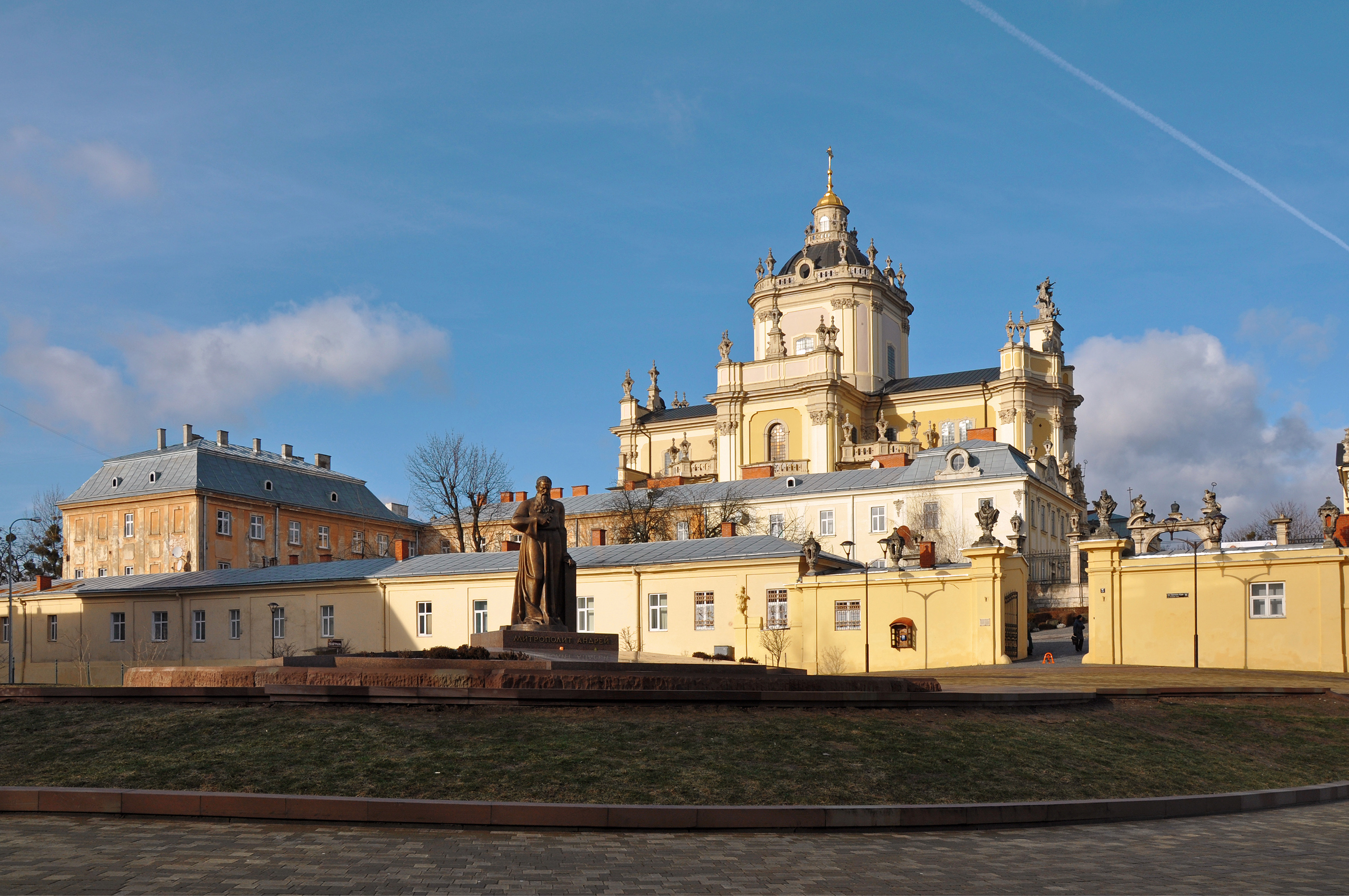
Собор Святого Юра у Львові

Католицька церква в Україні складається з членів Української греко-католицької церкви, а також Римсько-католицької церкви в Україні.
Більшість українських католиків належать до Української греко-католицької церкви. Римська католицька церква на територіях сучасної України була тісно пов'язана з Польщею та поляками, але вона почала підкреслювати українську ідентичність з моменту відновлення незалежності України.
Історія католицької церкви в сучасній Україні починається ще в І столітті проповідями ранніх християн. Спочатку на землях України проповідував Апостол Андрій Первозваний. Пізніше у тому ж першому столітті на землях України загинув мученицькою смертю четвертий Єпископ Риму Клемент. Упродовж історії на землях України з'явилися Скіфська і Готська Єпархії.
Коли християнство на Русі було прийнято як державна релігія в 988 р., це відбулося до розколу християнської церкви. Хоча записи про християн та християнські храми в середньовічній державі передують даті. У середині X століття Київ відвідала місія, яку очолив єпископ Адальберт Магдебурзький з монастиря Трір. Після розколу Руська церква, яку візантійські греки привезли до Києва, опинилася серед східних церков. 
Під час князівських міжусобиць князі залежно від їх політичної вигоди підтримували то Православ'я, то Католицизм. Наприклад відомо, що для підкріплення своїх прав на трон у 1075 році католицизм приймає Король Русі Ізяслав Ярославич, син Ізяслава Ярославича.
Католицизм також сповідували претенденти на трон Русі династія Арпадів, а представник цієї династії Андрій II навіть взяв участь у П'ятому Хрестовому Поході, за що отримав у нагороду від тодішнього Папи легітимацію його прав на трон Русі, адже Папі було вигідно посадити на престол Русі католика.
Першим католицьким храмом на території України найімовірніше був Монастир Святої Марії, що був заснований ірландськими місіонерами наприкінці XII — на початку XIII століття. При монастирі існувала церква Святої Марії, згадана у тій частині хроніки Яна Длугоша, що змальовує вигнання домініканців з Києва. 
У 1247 році князь Данило Романович надіслав своє посольство до Папи Інокентія IV. Після цього Папа вперше проголосив тезу, яка через декілька століть знайде своє втілення у Берестейській унії. Ця теза полягала у тому, що якщо б Данило Романович прийняв ідею відновлення сопричастя київської митрополії з Наступником святого Петра у Римі, Папа гарантував би Руській Церкві збереження візантійського обряду та літургії руською мовою.
У грудні 1253 року в Дорогичині посланець Інокентія IV абат бенедиктинського монастиря з міста Месіни, Опізо, вручив Данилу Романовичу корону, вінець і скіпетр. Данило став першим королем на Русі. Востаннє цим титулом користав його внук Юрій І на початку XIV ст. На жаль, в часи боротьби за спадщину Романовичів, їхні королівські регалії були втрачені.
У 1321 році була створена окрема Римо-католицька Київська Єпархія.
У 1375 році була створена Львівська римо-католицька архиєпархія.
У 1378 році була створена Кам'янецька єпархія.
У 1404 році була створена Луцька єпархія.
У середині XV століття православний Митрополит Київський Ісидор намагався об'єднати Руську Церкву з католицьким світом, взявши участь у Флорентійському соборі.
У 1458 році Вселенський Константинопольський патріарх Ісидор II через конфлікт з Великим князівством Московським реорганізував Русинську православну церкву, перенісши її митрополитський престол до Вільнюса.
До 1480 року митрополичу церкву проводив митрополит, призначений Папою, включаючи Григорія Болгарина та Місаїла Пструха.
У 1596 році була підписана Брестська унія, яка офіційно об'єднала Руську церкву з Католицькою церквою, здійснивши задум митрополита Ісидора.

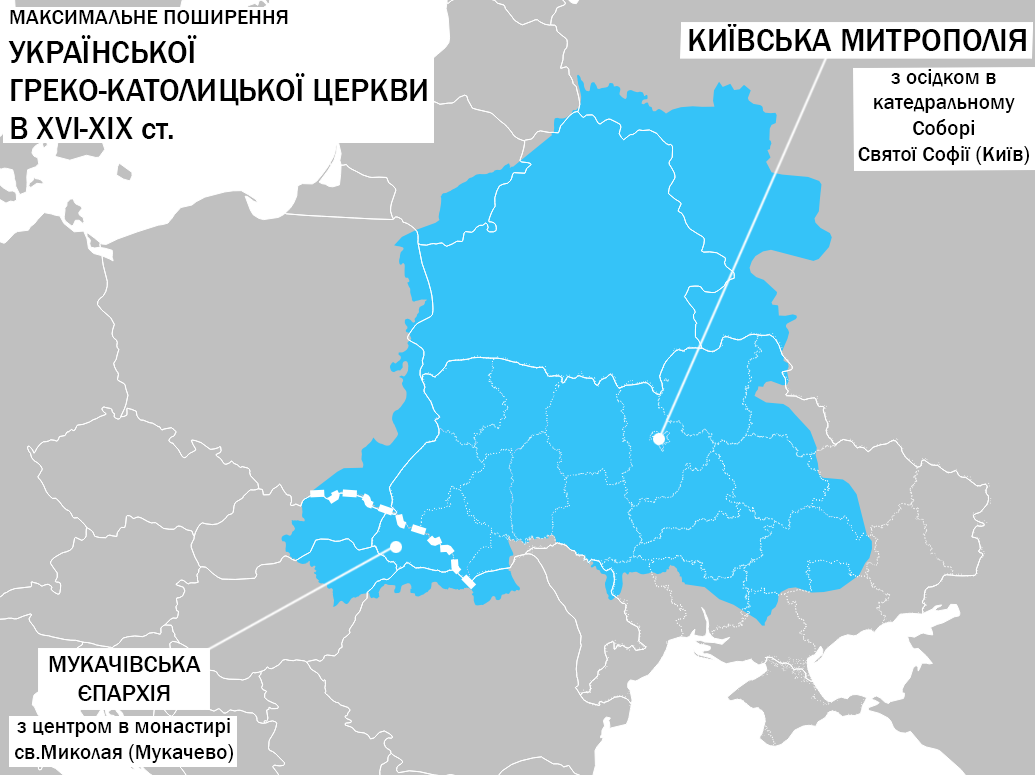
Територія максимального поширення Української греко-католицької церкви в XVI-XIX століттях

У 1630 році єпископ Вірменської апостольської церкви Миколай Торосович також підписав унію з Католицькою церквою, засновуючи Вірменсько-католицьку єпархію Львова.
У 1638 році Київську римо-католицьку єпархію було перейменовано на Києво-Чернігівську Єпархію. Планувалося створити окрему римо-католицьку єпархію на Чернігівщині. Проте через подальші події цим планам не вдалося здійснитися.
У 1646 році ще одна східно-православна єпархія Мукачева підписала Ужгородську унію і деякий час керувалась архиєпископом Егером в Угорщині.
Після поділів Речі Посполитої окупаційна влада Російської Імперії починає репресії проти Католиків обох обрядів.
У 1798 році була ліквідована римо-католицька Києво-Чернігівська Єпархія.
У 1839 році була ліквідована греко-католицька Київська Єпархія.

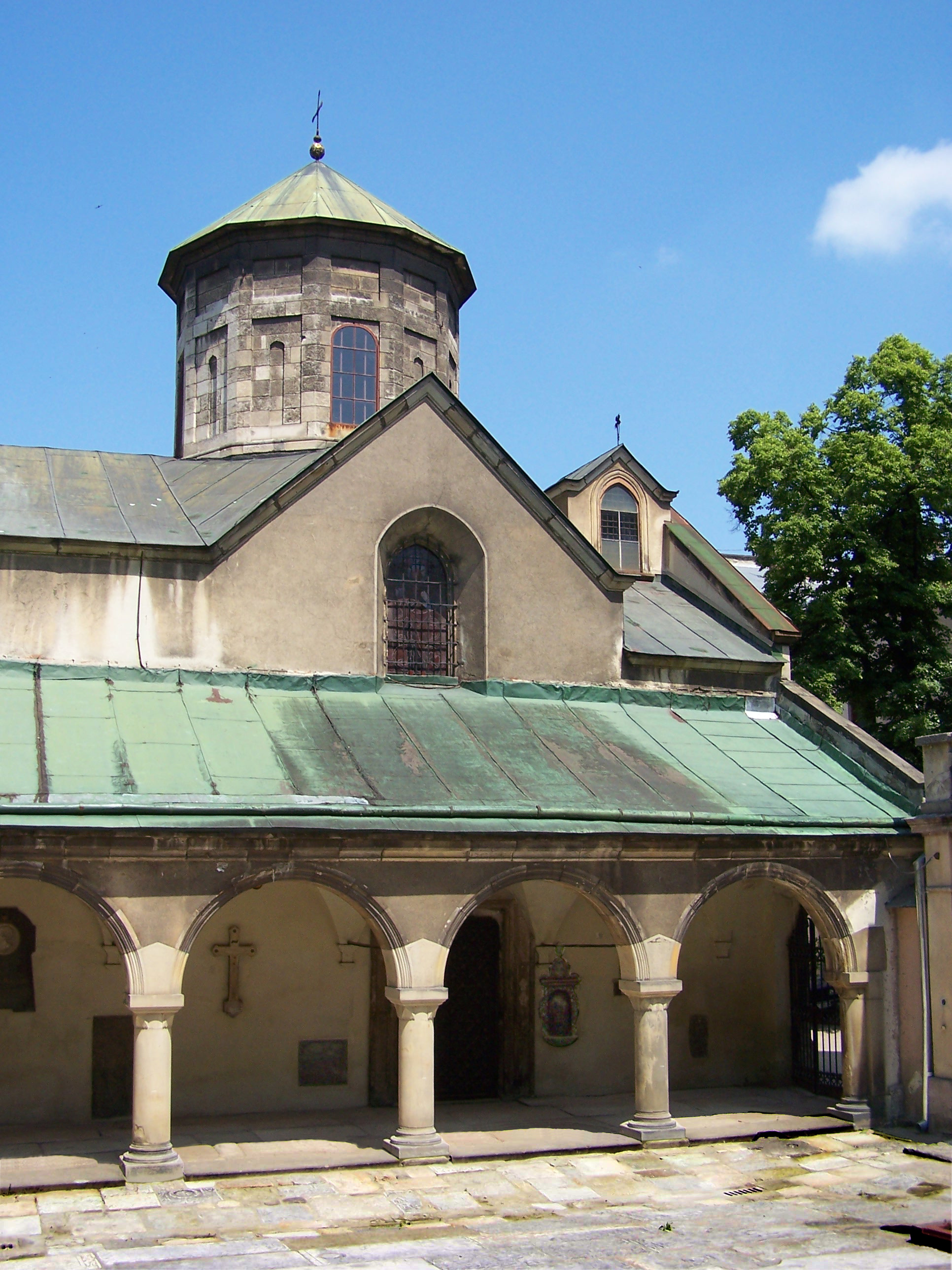
Вірменський собор у Львові

Більшовики лише посилили ліквідацію Католицької церкви на теренах України.
У 2001 році Україну відвідав Папа Римський Іван Павло II, який провів офіційні та неформальні зустрічі у Києві та Львові. Очевидно, що Українська греко-католицька церква та Католицька церква в країні тепло зустріли візит свого духовного батька. Інші релігійні громади висловили надію, що візит сприятиме духовному та культурному оновленню в країні, яку турбують економічні та соціальні проблеми.
Католицька благодійна організація Caritas Spes (за інформацією за 2007 рік) функціонує в 12 регіонах країни, має 40 центрів, в яких задіяно 500 співробітників та волонтерів. Він управляє шістьма будинками у сімейному стилі для дітей-сиріт з 60 дітьми, що фінансуються оздоровчими таборами, розташованими в екологічно безпечних районах навколо Києва, Житомира, Івано-Франківська та Закарпатської області, щорічно надає допомогу 2500 дітям. Близько 12 000 українських дітей, переважно жертв Чорнобиля, сиріт та дітей з бідних сімей, таким чином покращили своє здоров'я у 2002—2007 роках.
У 2020 році кількість католиків оцінювалася приблизно в 6,5 мільйонів населення. З них близько 5 мільйонів — греко-католики та 1.2 мільйона католиків римського обряду. Також існує невелика вірменська католицька громада, хоча до Другої світової війни кількість вірменських католиків у Львові була значною. Характерною рисою українського католицизму є переважання греко-католицьких віруючих над римськими католиками. Україна — єдина країна в Європі, де католики східного обряду переважають над римськими католиками. Пояснюється це тим, що римо-католики на відміну інших релігійних конфесій України не будують нових храмів, а лише прагнуть повернути свої колишні храми.
Станом на 2025 рік в Україні проживають близько 13% католиків від загальної кількості вірян.
Кількість католиків в Україні продовжує зростати через навернення православних. Серед католиків в Україні проживають українці, поляки, угорці, словаки, філіппінці та інші народи.

## Римсько-католицька церква в Україні

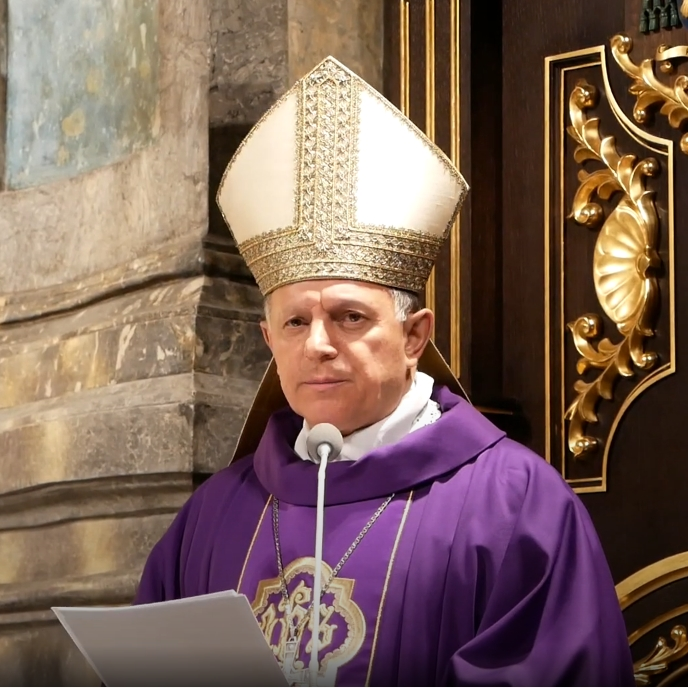
Мечислав Мокшицький

Нинішнім архиєпископом для латинян є Мечислав Мокшицький (висвячений 29 вересня 2007 року Папою Римським Бенедиктом XVI). 
У 2007 році Латинська церква в Україні налічувала 905 громад, 88 монастирів, 656 ченців та черниць, 527 священиків, 713 церков (74 в стадії будівництва), 39 місій, 8 навчальних закладів, 551 недільну школу, 14 періодичних видань. 

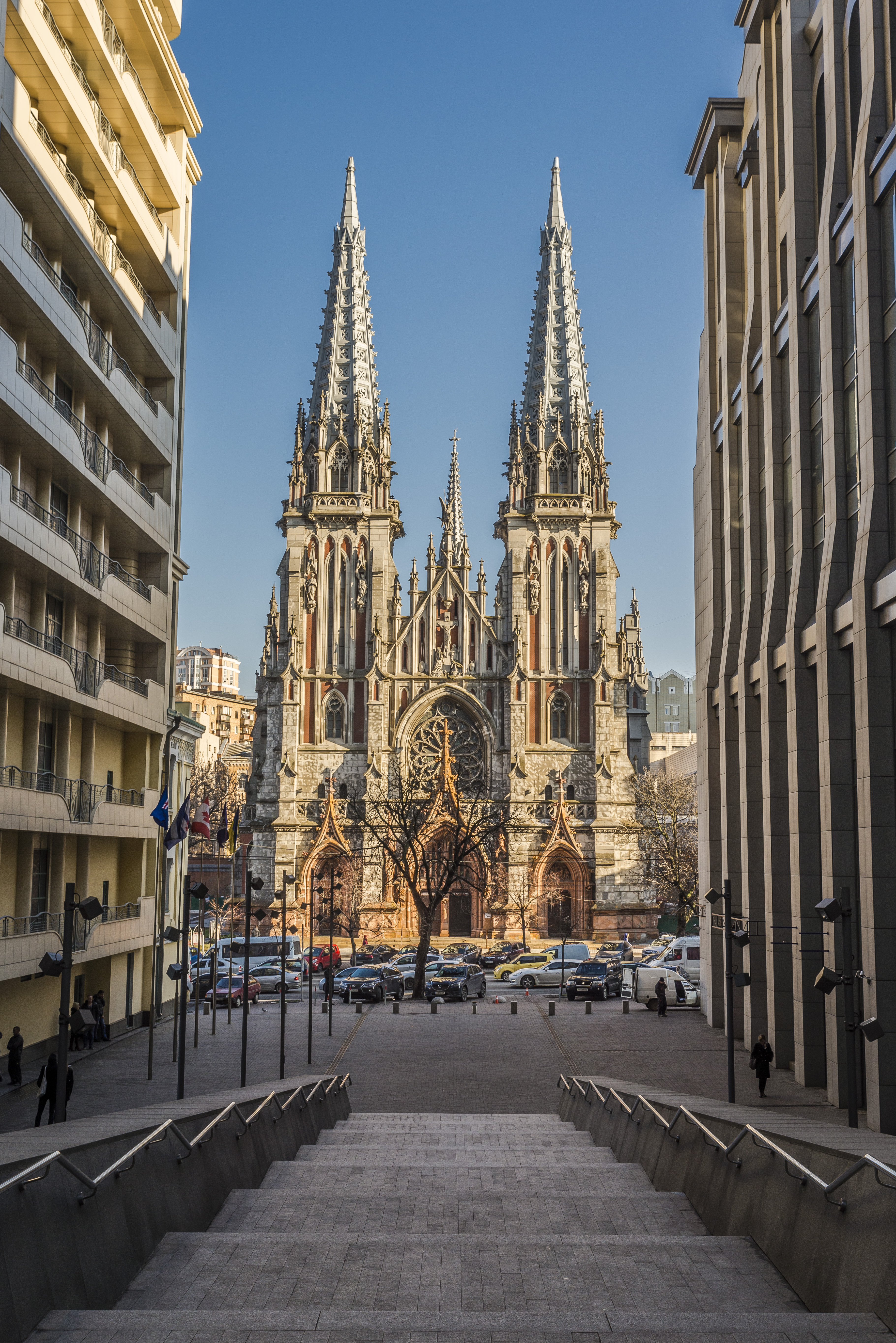
Костел святого Миколая у місті Київ

### Відомі католицькі собори в Україні
- Собор святих апостолів Петра і Павла, м. Кам'янець-Подільський
- Собор Внебовзяття Пресвятої Богородиці в Харкові
- Собор Бога Отця Милосердного, у Запоріжжі
- Собор Святої Софії, в Житомирі
- Кафедральний собор святого Олександра у Києві
- Собор святих Петра і Павла, м. Луцьк
- Архикатедральна базиліка Успіння Пресвятої Богородиці, у Львові
- Катедральний собор Святого Мартіна Турського, у Мукачевому
- Успенський катедральний собор, в Одесі.
- Костел святого Йосипа, у Миколаєві

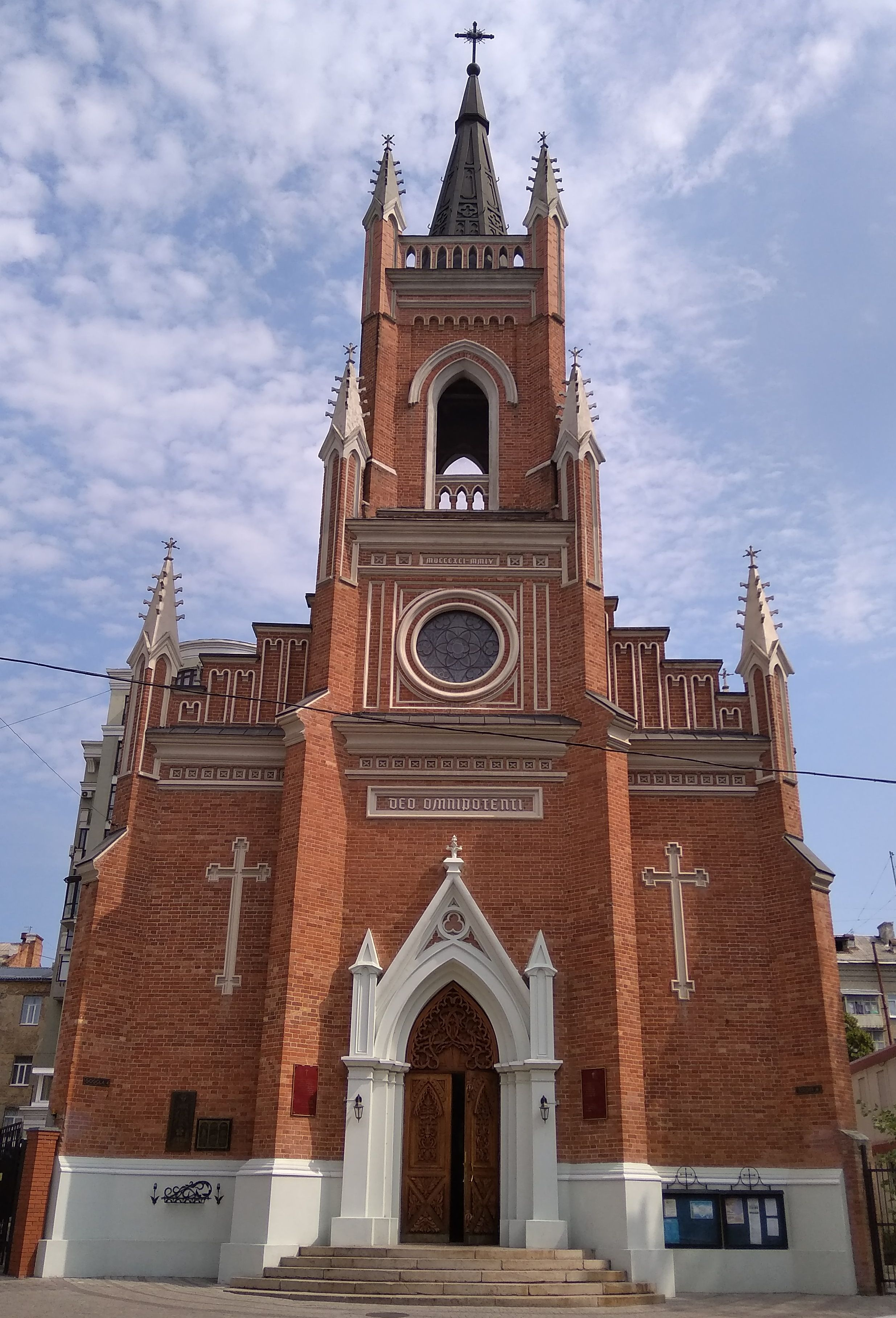
Собор Успіння Пресвятої Діви Марії у місті Харків
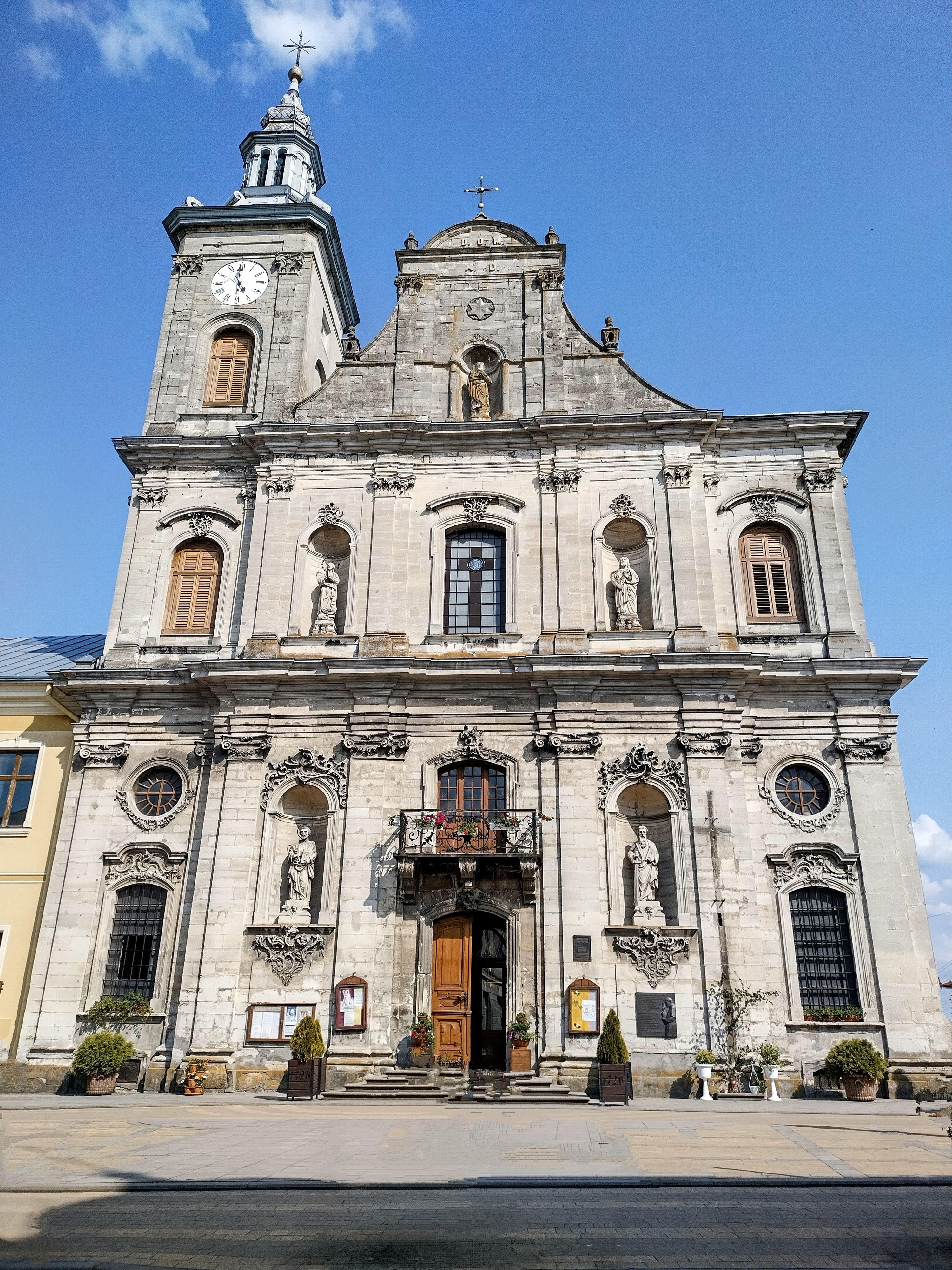
Костел Успіння Пресвятої Діви Марії у місті Золочів
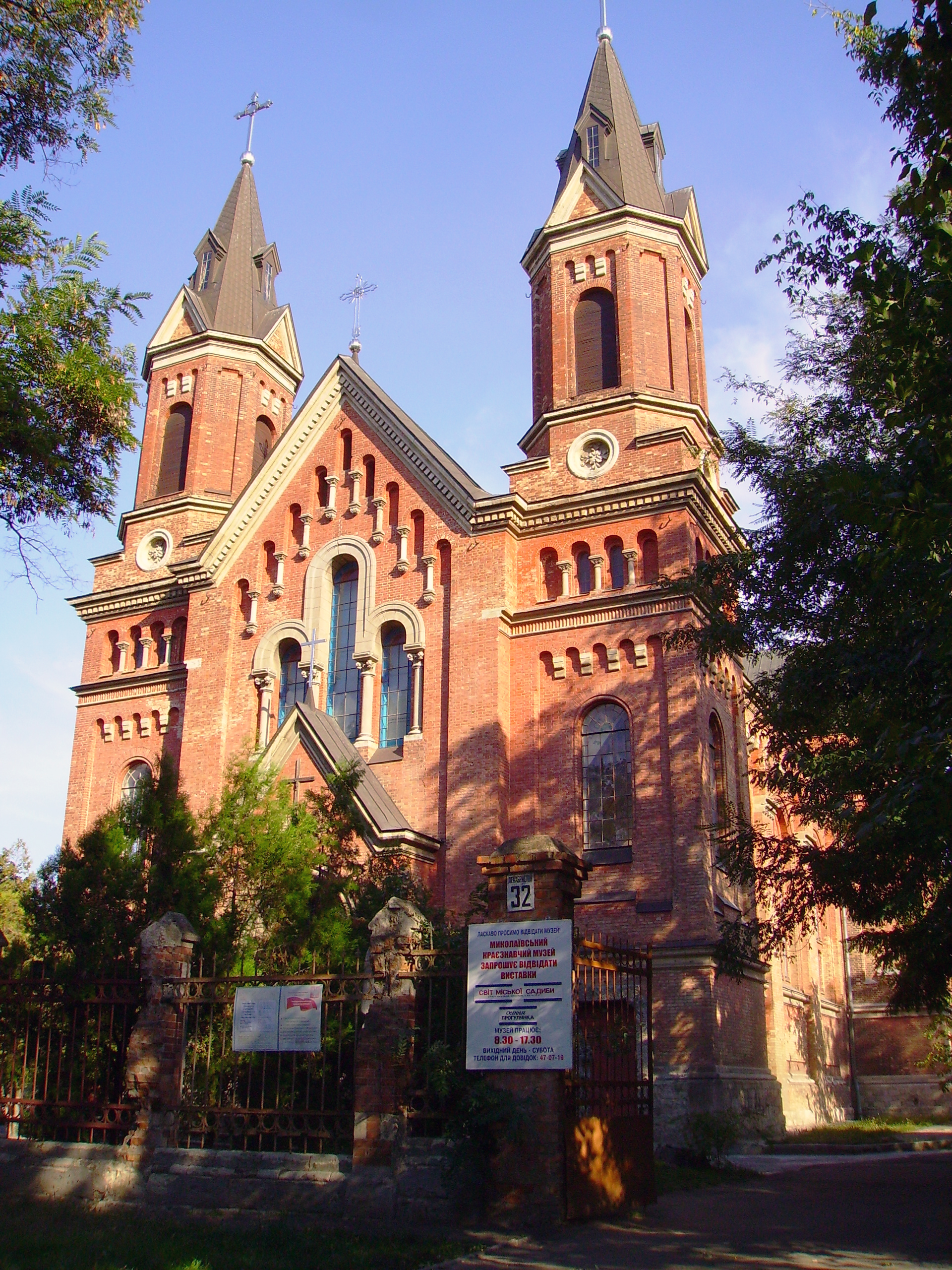
Костел Святого Йосипа у місті Миколаїв
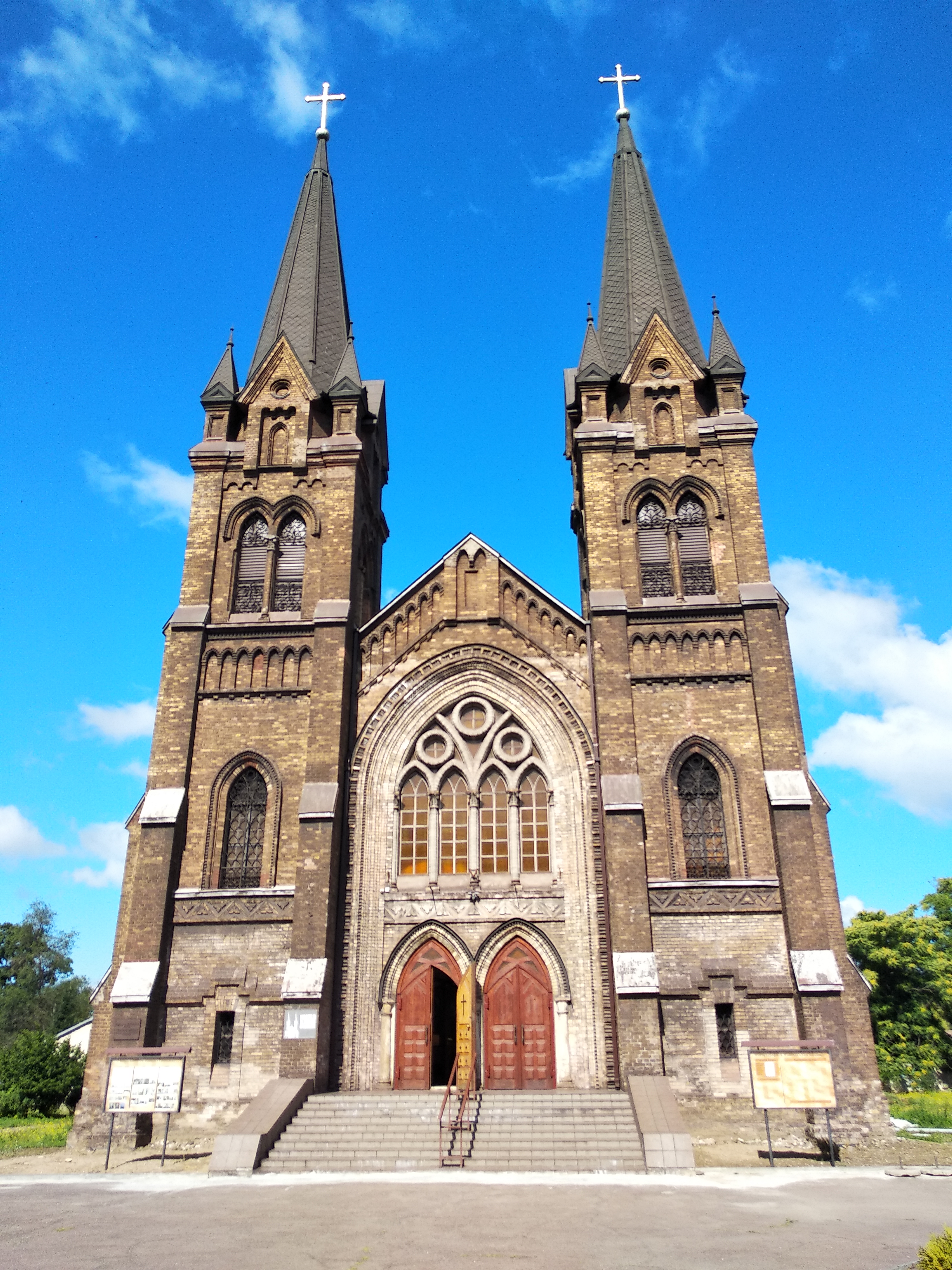
Костел Святого Миколая у місті Кам'янське

## Українська греко-католицька церква

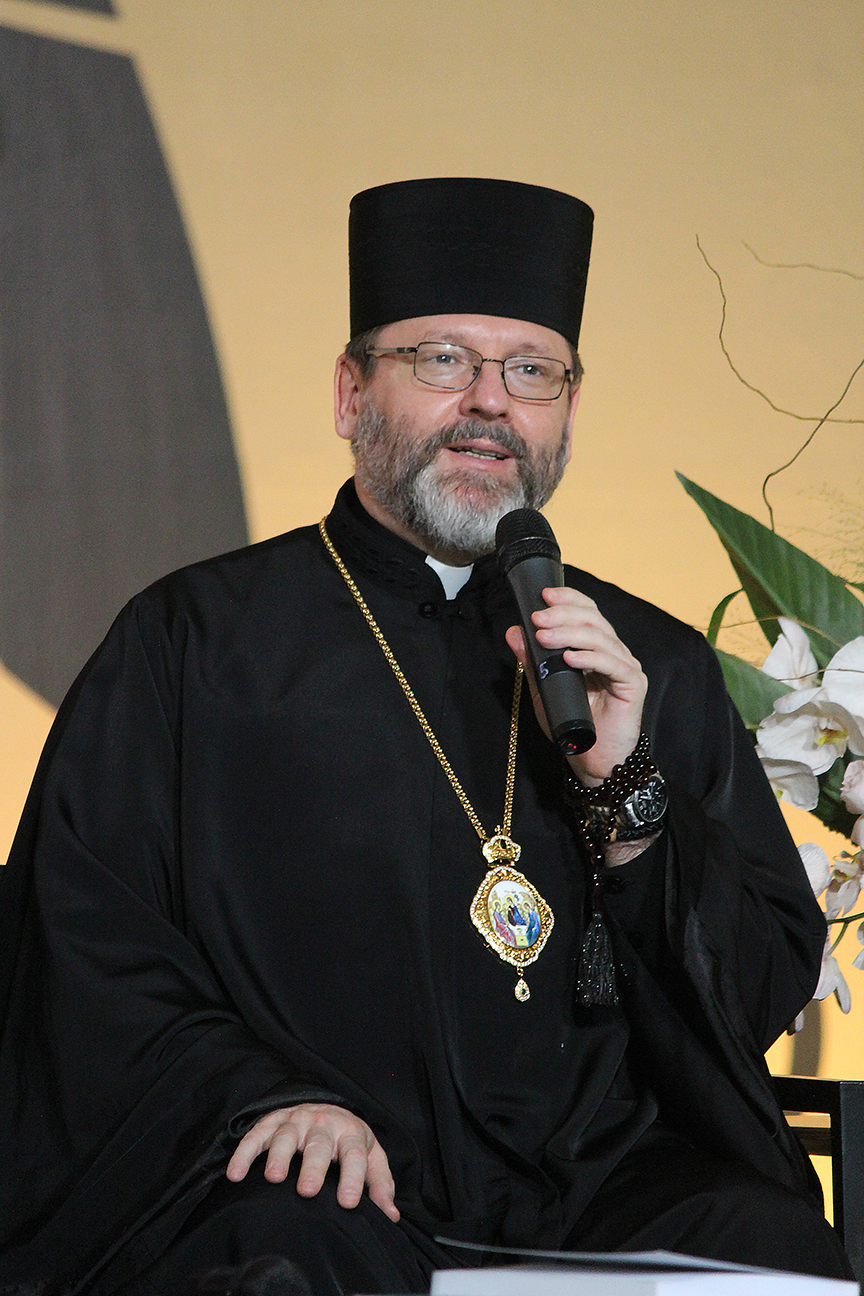
Святослав (Шевчук)

Українська греко-католицька церква — це східно-католицька церква візантійського обряду в повному спілкуванні зі Святим Престолом. Архиєпископ (або ієрарх) церкви має титул Верховного архиєпископа Києво-Галицького та всієї Руси, хоча ієрархи та вірні церкви визнали свого ординара «Патріархом» і просили папського визнання та підвищення, цей заголовок. Верховний архиєпископ — унікальний титул Католицької церкви, який був запроваджений в 1963 році в рамках політичного компромісу. З березня 2011 року главою церкви є Верховний архієпископ Святослав Шевчук.

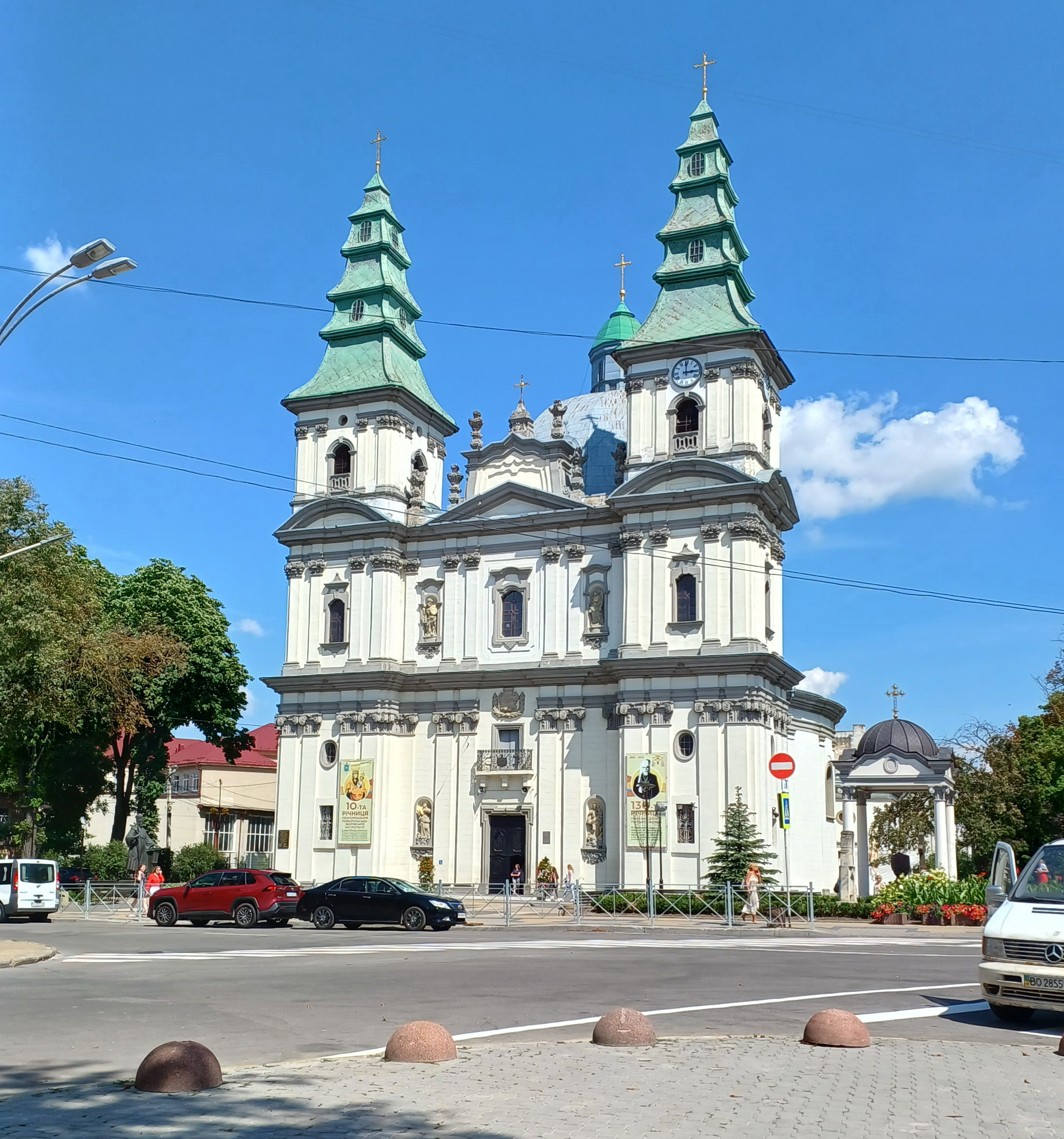
Собор Непорочного Зачаття Пресвятої Богородиці у місті Тернопіль

## Мукачівська греко-католицька єпархія

Герб Мукачівської греко-католицької єпархії

Мукачівська греко-католицька єпархія — церковно-адміністративна одиниця візантійського обряду, яка підпорядковується напряму Святому Престолу Католицької Церкви. Єпархія має окремішній статус від УГКЦ історично обумовлений існуванням у відмінних політичних умовах, ніж решта греко-католиків України. Проте з часу відновлення незалежності України було розпочато низку ініціатив, для досягнення повної єдності всіх греко-католиків України. 
На сьогоднішній день Мукачівська єпархія налічує 415 парафій, в яких здійснює служіння 238 священиків та 25 єромонахів. В єпархії діє Ужгородська Богословська Академія ім. Теодора Ромжі.

На сьогодні правлячим єпископом Мукачівської греко-католицької є Теодор Мацапула.

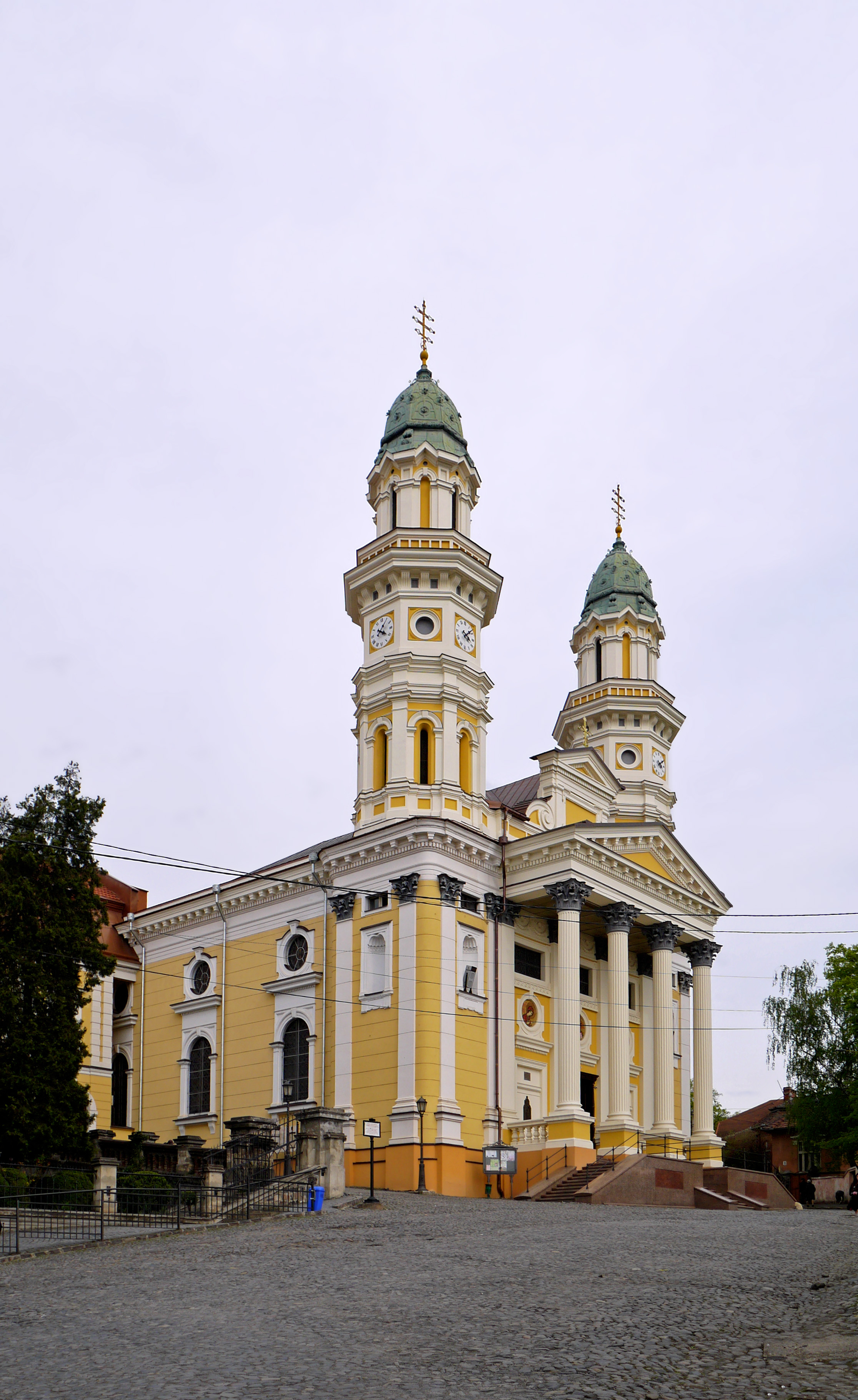
Ужгородський кафедральний собор - головний собор Мукачівської греко-католицької єпархії
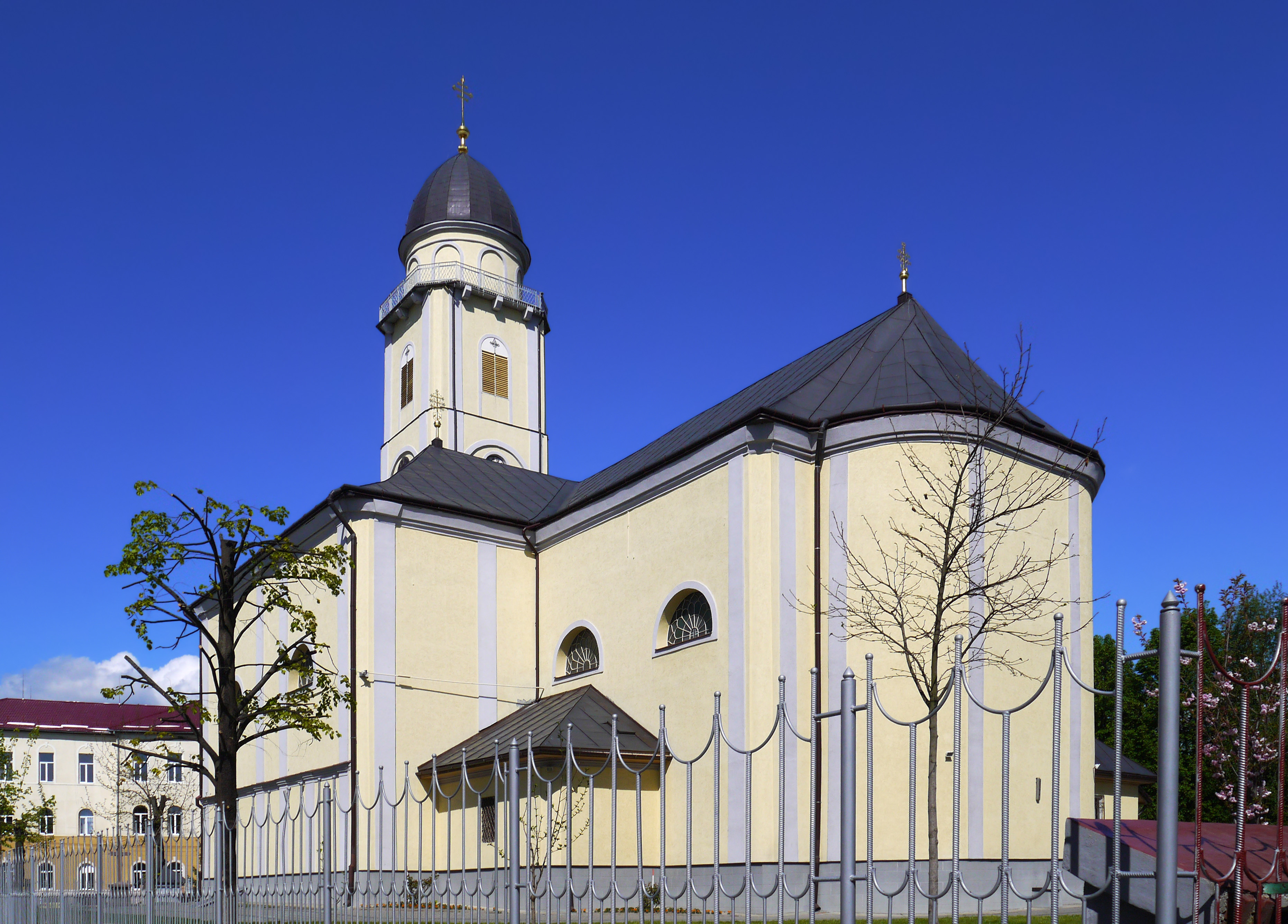
Собор Успіння Пресвятої Богородиці у місті Мукачево
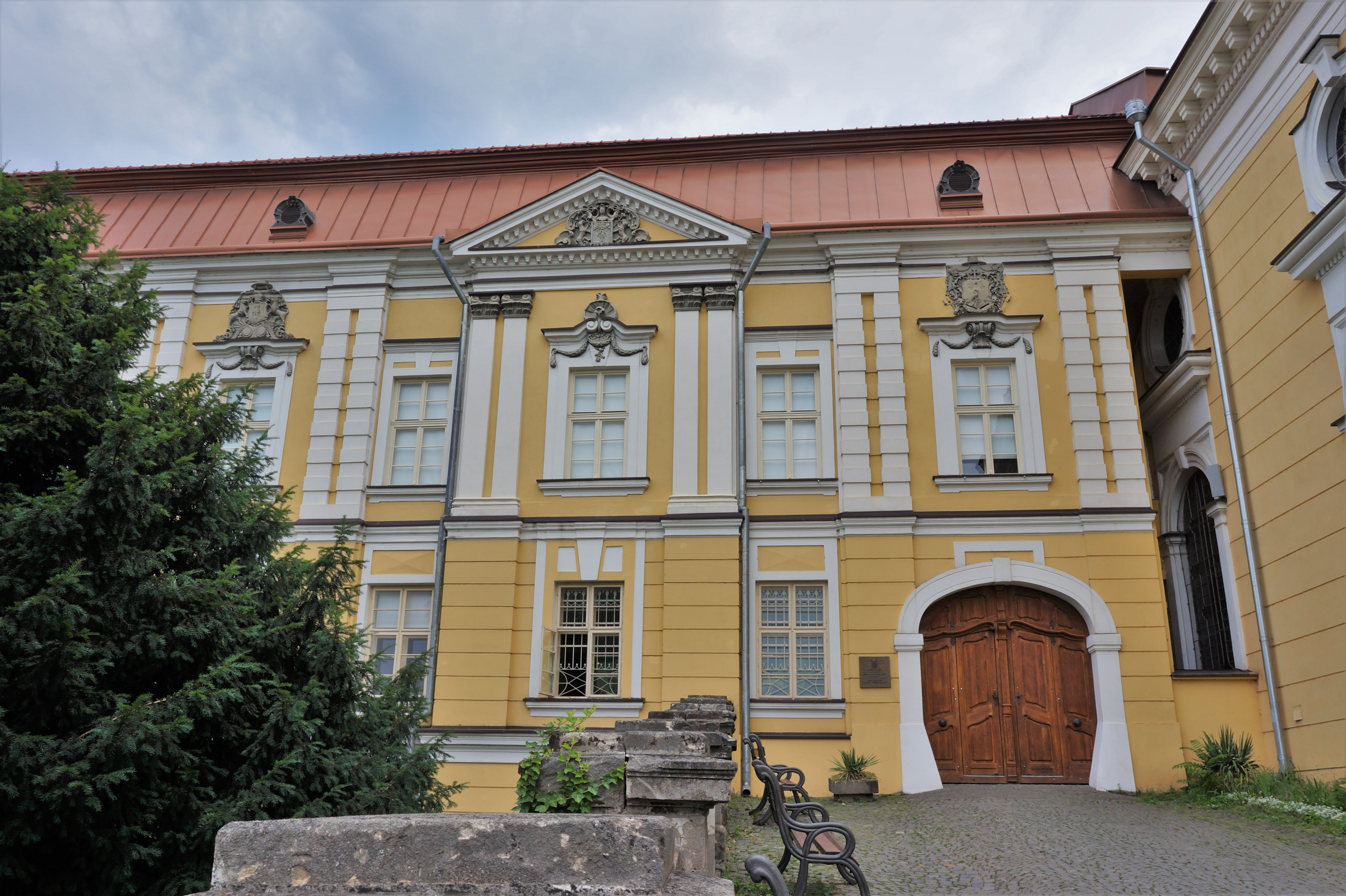
Резиденція єпископа у місті Ужгород

## Карти
|  |  |  |  |  |  |  |